# مسألة الثقة
يشير مفهوم مسألة الثقة أو قضية الثقة إلى مشروع قانون — كالميزانية — التي يمررها المجلس المسؤول (أي المجلس البرلماني المنتخب مباشرةً من قِبل الشعب). إذا فشلت الحكومة في تمرير مشروع قانون ينظر إليه بوصفه مسألة ثقة، فيعني ذلك أن الحكومة قد فقدت ثقة المجلس ويتم التعامل مع مشروع القانون باعتباره اقتراح بعدم الثقة.